# S/S Mikko
S/S Mikko är ett finländskt ångdrivet lastfartyg.
S/S Mikko byggdes 1914 som S/S Ensi, med tvär akter, anpassad till slussarna i Saima kanal. Under 1920-talet fanns omkring 200 sådana fraktfartyg på Saimen, flertalet byggda i Nyslott eller närbelägna orter. S/S Mikko köptes 1937 av Enso-Gutzeit.
Mikko gick i trafik till 1963. Enso-Gutzeit skänkte fartyget till Nyslotts stad under 1970-talet.  